# Diocesi di Bom Jesus do Gurguéia
La diocesi di Bom Jesus do Gurguéia (in latino Dioecesis Boni Iesu a Gurgueia) è una sede della Chiesa cattolica in Brasile suffraganea dell'arcidiocesi di Teresina. Nel 2022 contava 148.322 battezzati su 186.953 abitanti. È retta dal vescovo Marcos Antônio Tavoni.

## Territorio
La diocesi è collocata nello stato brasiliano del Piauí.
Sede vescovile è la città di Bom Jesus, dove si trova la cattedrale di Nostra Signora delle Grazie (Nossa Senhora das Mercês).
Il territorio si estende su 51.544 km² ed è suddiviso in 24 parrocchie, con sede nei seguenti comuni: Alvorada do Gurguéia, Avelino Lopes, Barreiras do Piauí, Bom Jesus, Corrente, Cristalândia do Piauí, Cristino Castro, Curimatá, Currais, Gilbués, Júlio Borges, Monte Alegre do Piauí, Morro Cabeça no Tempo, Palmeira do Piauí, Parnaguá, Redenção do Gurguéia, Riacho Frio, Santa Filomena, Santa Luz, São Gonçalo do Gurguéia, Sebastião Barros.

## Storia
La prelatura territoriale di Bom Jesus do Piauí fu eretta il 18 giugno 1920 con la bolla Ecclesiae universae di papa Benedetto XV, ricavandone il territorio dalla diocesi di Piauí (oggi arcidiocesi di Teresina).
Originariamente suffraganea dell'arcidiocesi di Belém do Pará, il 2 dicembre 1921 entrò a far parte della provincia ecclesiastica dell'arcidiocesi di São Luís do Maranhão e il 9 agosto 1952 dell'arcidiocesi di Teresina.
Il 17 dicembre 1960 ha ceduto una porzione del suo territorio a vantaggio dell'erezione della prelatura territoriale di São Raimundo Nonato (oggi diocesi).
Il 3 ottobre 1981 in forza della bolla Institutionis propositum di papa Giovanni Paolo II la prelatura territoriale è stata elevata a diocesi e ha assunto il nome attuale.

## Cronotassi dei vescovi
Si omettono i periodi di sede vacante non superiori ai 2 anni o non storicamente accertati.
- Sede vacante (1920-1924)

- Pedro Pascual Miguel y Martínez, O. de M. † (18 dicembre 1924 - 5 maggio 1926 deceduto)
- Ramón Harrison Abello, O. de M. † (12 novembre 1926 - 1928 dimesso)
- Inocencio López Santamaría, O. de M. † (1º agosto 1930  - 8 marzo 1958 deceduto)
- José Vázquez Díaz, O. de M. † (8 marzo 1958 succeduto - 1º marzo 1989 ritirato)
- Ramón López Carrozas, O. de M. † (1º marzo 1989 - 15 gennaio 2014 ritirato)
- Marcos Antônio Tavoni, dal 15 gennaio 2014

## Statistiche
La diocesi nel 2022 su una popolazione di 186.953 persone contava 148.322 battezzati, corrispondenti al 79,3% del totale.
| anno | popolazione | popolazione | popolazione | presbiteri | presbiteri | presbiteri | presbiteri                | diaconi | religiosi | religiosi | parrocchie |
| anno | battezzati  | totale      | %           | numero     | secolari   | regolari   | battezzati per presbitero | diaconi | uomini    | donne     | parrocchie |
| ---- | ----------- | ----------- | ----------- | ---------- | ---------- | ---------- | ------------------------- | ------- | --------- | --------- | ---------- |
| 1950 | 90.000      | 100.000     | 90,0        | 12         | 6          | 6          | 7.500                     |         | 5         |           | 6          |
| 1966 | 105.000     | 120.000     | 87,5        | 10         | 7          | 3          | 10.500                    |         | 3         | 12        | 8          |
| 1968 | 105.000     | 120.000     | 87,5        | 11         | 5          | 6          | 9.545                     |         | 7         | 11        | 7          |
| 1976 | 123.000     | 135.200     | 91,0        | 7          | 3          | 4          | 17.571                    |         | 16        | 11        | 9          |
| 1980 | 118.200     | 128.500     | 92,0        | 11         | 4          | 7          | 10.745                    |         | 7         | 12        | 9          |
| 1990 | 144.500     | 155.000     | 93,2        | 15         | 8          | 7          | 9.633                     |         | 8         | 23        | 10         |
| 1999 | 162.000     | 180.000     | 90,0        | 17         | 13         | 4          | 9.529                     | 3       | 4         | 13        | 13         |
| 2000 | 163.000     | 181.000     | 90,1        | 17         | 13         | 4          | 9.588                     | 3       | 4         | 13        | 13         |
| 2001 | 143.832     | 161.532     | 89,0        | 17         | 13         | 4          | 8.460                     | 3       | 4         | 14        | 13         |
| 2002 | 143.832     | 161.532     | 89,0        | 17         | 13         | 4          | 8.460                     | 3       | 4         | 21        | 13         |
| 2003 | 143.832     | 161.532     | 89,0        | 17         | 13         | 4          | 8.460                     | 3       | 4         | 21        | 13         |
| 2004 | 143.832     | 161.532     | 89,0        | 18         | 14         | 4          | 7.990                     | 3       | 4         | 21        | 14         |
| 2006 | 152.000     | 173.000     | 87,9        | 22         | 18         | 4          | 6.909                     | 3       | 4         | 14        | 17         |
| 2012 | 167.500     | 190.000     | 88,2        | 28         | 23         | 5          | 5.982                     | 1       | 5         | 4         | 22         |
| 2015 | 171.500     | 194.700     | 88,1        | 30         | 26         | 4          | 5.716                     | 2       | 4         | 5         | 23         |
| 2018 | 148.380     | 183.820     | 80,7        | 37         | 33         | 4          | 4.010                     | 1       | 4         | 7         | 24         |
| 2020 | 147.700     | 185.947     | 79,4        | 38         | 34         | 4          | 3.886                     | 1       | 4         | 4         | 24         |
| 2022 | 148.322     | 186.953     | 79,3        | 33         | 29         | 4          | 4.494                     | 10      | 4         | 4         | 24         |